# Honorio García Condoy
Honorio García Condoy (ur. 21 listopada 1900 w Saragossie, zm. 1 stycznia 1953 w Madrycie) – hiszpański rzeźbiarz.

## Życiorys
Honorio García Condoy urodził się w Saragossie 21 listopada 1900 roku. W 1915 roku rozpoczął naukę w szkole sztuk pięknych w Saragossie, a następnie w Madrycie, gdzie otrzymał stypendium rządowe, dzięki któremu mógł uzupełnić wykształcenie w Rzymie. Studia w Rzymie odbył w latach 1934–1937. Przez pewien okres mieszkał w Belgii, ostatecznie osiadł w 1937 roku w Paryżu. W 1948 roku przebywał w Czechosłowacji, gdzie organizował wystawy hiszpańskich artystów. W latach 50. ciężko chorował, zmarł 1 stycznia 1953 roku w Madrycie.

## Twórczość
W swojej twórczości skupiał się prawie wyłącznie na postaciach ludzkich, przedstawiał głównie nagie kobiety, sceny związane z macierzyństwem i popiersia portretowe. Początkowo pozostawał pod wpływem twórczości znanego w Saragossie Julio Antonio (1889-1919), ale z czasem ewoluował od realizmu przez ekspresjonizm w kierunku abstrakcjonizmu. Pobyt w Paryżu, Madrycie i Rzymie spowodował, że zaczął poszukiwać uproszczenia formy, głównie pod wpływem rzeźby afrykańskiej oraz kubizmu.
Jako rzeźbiarz pracował głównie w drewna, kamieniu i glinie, wykonywał także malowane gipsowe odlewy. Jego rzeźby rzadko były odlewane w stopach, głównie ze względu na brak środków finansowych.
Liczne prace są rozproszone w wielu prywatnych kolekcjach w hiszpańskich i zagranicznych, ale także w muzeach sztuki współczesnej w Paryżu i Madrycie.
Brał udział w licznych wystawach, m.in. w Saragossie, Madrycie (srebrny medal, 1932), biennale w Wenecji (1936), Paryżu, Pradze i Rotterdamie. W 1962 roku w Paryżu zorganizowano monograficzną wystawę jego prac, a dwa lata później w Madrycie.

## Życie prywatne
Żonaty. Jego ojcem był malarz Elías García Martínez (1858-1934), a bratem i malarz Julio García Condoy (1889-1977).